# Robot City di Isaac Asimov
Robot City di Isaac Asimov (Isaac Asimov's Robot City) è una serie di romanzi scritti da autori diversi e collegati al Ciclo dei Robot di Isaac Asimov attraverso le leggi che disciplinano la convivenza tra robot positronici e umani.
La serie è arrivata in Italia grazie alla casa editrice Interno Giallo, nella collana Edgar Fantascienza, ma si è fermata ai primi quattro libri della serie, nel 1991.
Nei libri vengono esplorate varianti ai mondi costruiti da Asimov, ampliati concetti come le tre leggi dell'umanica postulata dai robot per fronteggiare le carenze di programmazione da parte dei propri creatori. Asimov "concede" le sue tre leggi della robotica ad altri scrittori di fantascienza per far sì che nuovi concetti possano spaziare tra il rapporto uomo - robot.

## Romanzi della serie
- Robot City - Book 1: Odyssey (1987, Robot City - Libro primo: Odissea) di Michael P. Kube-Mc Dowell[2]
- Robot City - Book 2: Suspicion (1987, Robot City - Libro secondo: Sospetto) di Mike McQuay[3]
- Robot City - Book 3: Cyborg (1987, Robot City - Libro terzo: Cyborg) di William F. Wu[4]
- Robot City - Book 4: Prodigy (1988, Robot City - Libro quarto: Prodigio) di Arthur Byron Cover[5]
- Robot City - Book 5: Refuge (1988) di Rob Chilson
- Robot City - Book 6: Perihelion (1988) di William F. Wu

### Robot City - Libro Primo: Odissea
Un uomo si sveglia in un posto sconosciuto: ha perso la memoria e sta viaggiando su di un asteroide di ghiaccio. La sua sola possibilità di capire cosa fare è legata a una banda di robot che sta diligentemente ispezionando la superficie dell'asteroide alla ricerca di un misterioso oggetto. Il nome dell'uomo è Derec: tra varie peripezie, incontrerà una misteriosa compagna d'avventura, e il suo viaggio lo porterà in una strana città, differente da tutte quelle che vagamente ricorda: Una città-pianeta fantastica, un mondo che va al di là di ogni immaginazione, Robot City, una città abitata da soli robot.

### Robot City - Libro Secondo: Sospetto
Ancora senza memoria, Derec vaga su Robot City. Sempre con la presenza costante, ma quantomai indecifrabile, della sua compagna di viaggio, Katherine, l'unica a conoscere qualcosa sul suo passato, ma che per ragioni misteriose, non gliene parla. I giorni su Robot City saranno tutto un susseguirsi d'intrigo per Derec e Katherine, sospettati di delitto, saranno proprio loro ad indagare... e salvare Robot City.

### Robot City - Libro Terzo: Cyborg
Latita ancora la memoria in Derec, l'unica presenza costante al suo fianco, su Robot City, è lei, Katherine. Questa volta il tema dell'indagine sarà il rapporto tra uomo e macchina.

### Robot City - Libro Quarto: Prodigio
Derec e Ariel sono ancora sull'asteroide di ghiaccio. Un killer robot sarà il mistero più pericoloso.